# 九州工業大学の人物一覧
九州工業大学の人物一覧（きゅうしゅうこうぎょうだいがくのじんぶついちらん）は九州工業大学に関係する人物の一覧記事。

## 創立者
- 山川健次郎 - 元白虎隊隊士、東京帝国大学(現在の東京大学)の総長、明治専門学校(現在の九州工業大学)の初代総裁、九州帝国大学(現在の九州大学)の初代総長、京都帝国大学(現在の京都大学)の総長、理学博士、男爵[1][2]。
- 安川敬一郎 - 日本の武士、安川財閥の創始者、戦前の政治家、実業家、衆議院議員。明治専門学校以外に安川電機、明治鉱業、黒崎窯業（現在の黒崎播磨）、明治専門学校附属小学校（現在の明治学園）等を設立した[3][4]。
- 松本健次郎 - 実業家、明治専門学校の初代校長、日本工業倶楽部理事、石炭統制会会長、日本経済連盟会会長、貴族院勅選議員[5][6]。旧自宅は旧松本家住宅[7]。

## 著名な教職員
- 的場中 - 日本の冶金学者、工部大学校鉱山学科を卒業、工学博士、東京帝国大学工科大学教授、明治専門学校校長。
- 桑木彧雄 - 日本の物理学者、東京帝国大学講師、助教授、明治専門学校教授、九州帝国大学教授、日本科学史学会初代会長。日本人として初めてアインシュタインに会い、相対性理論を広めた。
- 加藤武夫 - 日本の鉱床学者、フライベルク鉱山大学に留学し、明治専門学校教授を経て、東京帝国大学教授。
- 清水勤二 - 工学者、明治工業専門学校校長、名古屋工業大学初代学長。
- 平野邦雄 - 日本史学者、九州工業大学元教授、東京女子大学名誉教授、横浜市歴史博物館元館長。
- 遠藤達雄(w:Tatsuo Endo) - 九州工業大学名誉教授。金属疲労評価法であるレインフロー法（雨だれ法：w:rainflow-counting algorithm）を開発。この功績により、「Mr.RainFlow」と称される。
- 趙孟佑 - 九州工業大学教授、宇宙環境技術ラボラトリー施設長、超小型衛星試験センター長[8][9]。小惑星イトカワに到達した小惑星探査機はやぶさ（MUSES-C）の試験を行った[10]。内閣府が募集した「宇宙開発利用大賞」の経済産業大臣賞を宇宙環境技術ラボラトリーが受賞した[11][12]。
- 夏目季代久 - 九州工業大学教授。大学院生命体工学研究科人間知能システム工学専攻所属。脳科学、神経薬理学を専門とする。
- 遠藤剛 - 九州工業大学特別教授、元高分子学会会長。
- 米本浩一 - 九州工業大学名誉教授。九州工業大学有翼ロケットプロジェクト（英語版）を発展させたベンチャーSPACE WALKERの創業者で最高技術責任者。
- 金田寛 - 日本の技術者、工学者。
- 金藤敬一 - 九州工業大学名誉教授。元大阪大学助教授・大阪工業大学教授。ペンシルバニア大学元客員研究員。

## 著名な出身者

### 研究者・学者
- 嘉村平八 - 九州工業大学第2代目学長、西日本工業大学初代学長、瑞宝章、嘉村記念賞の制定、冶金学。
- 藤田哲也 - 元シカゴ大学教授、気象学者、竜巻研究の世界的権威。気象学のノーベル賞と呼ばれる「フランス航空宇宙アカデミー金メダル」を受賞[13][14][15][16]。
- 迎靜雄 - 九州工業大学第8代目学長、九州国際大学元理事長、瑞宝重光章、九州工業大学情報工学部の創設、冶金学。
- 桑原誠 - 東京大学名誉教授、九州大学名誉教授、化学、無機材料科学。
- 山川烈 - 九州工業大学名誉教授、一般財団法人ファジィシステム研究所所長[17]、電気化学。
- 増岡隆士  - 九州大学名誉教授、元日本伝熱学会副会長、機械工学。
- 鎌田清一郎 - 早稲田大学教授、情報工学。
- 村島定行 - 鹿児島大学名誉教授、計算機科学。
- 栗木安延 - 専修大学名誉教授、マルクス経済学。
- 古月敬之 - 早稲田大学教授、情報工学。
- 下村輝夫 - 九州工業大学第11代目学長、九州工業大学名誉教授、福岡工業大学学長、電気工学。
- 安田進 - 東京電機大学副学長、日本地震工学会会長。
- 入口紀男 - 熊本大学名誉教授、東京工業大学大学院特任教授、熊本大学大学院客員教授、放送大学客員教授、生命体画像工学。
- 大里延康 - 元大阪工業大学教授。情報工学。
- 尾崎敦夫 - 大阪工業大学教授。情報工学。
- 倉前宏行 - 大阪工業大学教授。情報工学。
- 門出政則 - 佐賀大学副学長、元佐賀大学海洋エネルギー研究センター長、元日本伝熱学会会長、機械工学。
- 秋山秀典 - 熊本大学大学院教授、熊本大学パルスパワー科学研究所所長、21世紀COEプログラム拠点リーダー、プラズマ科学。
- 山本寛 - 日本大学理工学部教授、電子・電気材料工学。
- 規矩大義 - 学校法人関東学院理事長、関東学院大学学長、 神奈川県私立大学連絡協議会会長。地盤工学。
- 木村真三 - 獨協医科大学准教授、放射線衛生学。
- 佐藤和也 - 佐賀大学大学院教授、制御工学。
- 田中賢一 - 明治大学教授、電子工学者。

### 財界
- 田代茂樹 - 東洋レーヨン（現・東レ）の取締役社長、取締役会長、名誉会長を歴任。福岡県人会第三代会長、日本腎臓財団初代会長、日本化学繊維協会会長。
- 伊藤正男 - いすゞ自動車取締役社長、取締役会長、理事を歴任。自動車用ディーゼルエンジンの育ての親と呼ばれる。
- 中村孝 - 電元社製作所元代表取締役、一般社団法人明専会元会長。フタバ産業株式会社の設立に参加した。
- 中島平太郎 - ソニー株式会社元常務　コンパクトディスク メディア（CD-DA規格） 開発においてソニー側の責任者。「CDの父」。[18]
- 山本一元 - 旭化成元代表取締役社長、旭化成相談役[19]、シチズンホールディングス社外取締役、TOTO社外取締役、一般社団法人明専会元会長。
- 木下陽三 - 三井化学元副社長、東セロ元代表取締役社長、相談役[20][21]。
- 長木哲朗 - トヨタ自動車九州社長、九州経済連合会北九州地域委員長、公益財団法人飯塚研究開発機構理事長。
- 福島孝一 - 住友金属鉱山元社長、住友金属鉱山元会長、日本鉱業協会元会長、住友金属鉱山相談役、公益財団法人住友財団元評議員[22]。
- 神崎昌久 - 中山製鋼所社長。
- 高原正雄 - いすゞ自動車理事、一般社団法人明専会会長、全日本学生フォーミュラ大会元委員長。
- 網岡卓二 - トヨタ車体代表取締役会長[23][24]、日本自動車車体工業会元会長、豊田中央研究所取締役[25]。
- 今津英敏 - 日産自動車元代表取締役副社長[26][27]、同社監査役、愛知機械工業株式会社取締役会長[28]、一般社団法人日本自動車工業会理事、監事[29]、藍綬褒章受章。
- 渕上一雄 - 王子製紙元代表取締役社長、王子ホールディングス代表取締役副社長。
- 吉川昭彦 - 日野自動車株式会社取締役、日野モータースマニュファクチャリングタイランド株式会社代表取締役社長、株式会社澤藤電機の代表取締役社長。
- 原田源三郎 - 日本磁力選鉱の創業者。紫綬褒章と勲四等旭日小綬章を受賞し、九州・山口経済貢献財団より経営者賞を受賞した[30][31][32]。
- 山本秀祐 - 富士工業所（現・フジコー）の創業者。黄綬褒章受章。世界初の修理鋳型の公開実験に成功し、事業化。富士工業所独自の技術を開発した[33][34][35]。
- 濱田兼幸 - 株式会社ワイ・イー・データ代表取締役社長、ゼネラルパッカー株式会社取締役。
- 鶴田暁 - 環境テクノス株式会社の創業者、代表取締役会長。九州地域環境・リサイクル産業交流プラザ(K-RIP)副会長。
- 川西宣明 - コマツ産機株式会社代表取締役社長、一般社団法人日本鍛圧機械工業会の代表理事会長。
- 鍵崎正己 - 日東化工株式会社元代表取締役社長、現在は同社顧問。
- 益田譲司 - 九州三井アルミニウム工業株式会社取締役、神鋼ファブテック株式会社元代表取締役社長。
- 小笠原浩 - 安川電機代表取締役社長、日本ロボット工業会会長。
- 馬場功淳 - 株式会社コロプラの創業者、代表取締役社長。
- 菅野昇孝 - 株式会社富士ピー・エスの代表取締役社長。
- 橋本和洋 - 株式会社長府製作所元代表取締役社長、現在は同社取締役顧問。
- 金本秀雄 - 川岸工業株式会社の代表取締役社長。
- 石橋庸敏 - 株式会社ジュピターテレコム（J:COM）の元代表取締役会長、社長。
- 倉原直美 - 株式会社インフォステラの創業者、代表取締役CEO。
- 谷口正次 - 太平洋セメント株式会社元専務取締役、京都大学大学院元特任教授、国連大学ゼロエミッション・フォーラム産業界代表理事。
- 松本功 - ローム株式会社代表取締役社長(2020年-)。

### 政界
- 真島省三 - 元衆議院議員(日本共産党)、日本共産党福岡県委員会副委員長。中退。
- 小坪慎也 - 行橋市議会議員。
- 大塚進弘 - 直方市長。
- 平井一三 - 筑紫野市長、元福岡県議会議員

### スポーツ
- 田﨑昌弘 - 元プロ野球選手（横浜ベイスターズ・西武ライオンズ）。
- 栗秋正寿 - 登山家、冬季アラスカ山脈登山の第一人者、冬季マッキンリー単独登頂(世界で4人目、史上最年少)、冬季フォレイカー単独登頂(世界初)、植村直己冒険賞受賞。

### マスコミ
- 石川真澄 - ジャーナリスト。早稲田大学政治経済学部で政治学の非常勤講師を務めた。
- 首藤真吾 - 元ラジオDJ、テレビ宮崎の元アナウンサー。
- 中村政雄 - 電力中央研究所研究顧問、科学ジャーナリスト、元読売新聞論説委員。

### 芸術・芸能
- スペース佐藤 - 山口・福岡県を中心に活動するローカルタレント。中退。
- 桂よね吉 - 落語家。桂吉朝に入門。上方落語協会会員。
- 大高猛 - グラフィックデザイナー。浪速短期大学教授、大阪芸術大学教授、日本グラフィックデザイナー協会理事を務めた。
- 平山淳子 - 宮崎県で活動するローカルタレント。
- 智士 - 日本人史上２人目となるIJA世界大会個人総合部門ジャグリング世界王者。
- 長谷川哲也 - 漫画家。『週刊コミックバンチ』（新潮社）へ持ち込みした事がきっかけで、原哲夫のアシスタントを務める。歴史漫画『ナポレオン -覇道進撃-』、伝奇時代劇漫画『アイゼンファウスト 天保忍者伝』（原作：山田風太郎）を連載中。
- 福井将太 - 俳優。ミュージカル「しゃばけ」シリーズ・守狐役など舞台を中心に活動する。

## 参考資料
- 九州工業大学･工学部・マテリアル工学科（金属・金属加工学科、物質工学科（材料系））卒業生の所属企業と役職者リスト
- 役職員名簿 | 九州工業大学
- 九州工業大学の研究者 -私たちはこんな研究をしています- | 九州工業大学
- 研究者情報 | 九州工業大学
- テクノロジー Powered by 九工大（西日本新聞掲載） | 九州工業大学
- 最先端を生きる九工大DNA（西日本新聞掲載） | 九州工業大学